# Jesse Jackson
Jesse Louis Jackson, Sr. (Greenville, 8 ottobre 1941) è un politico, religioso e attivista statunitense.
Ha partecipato alle elezioni primarie per tentare di ottenere la nomina a candidato del Partito Democratico nelle elezioni presidenziali statunitensi del 1984 e del 1988.

## Biografia

### Studi e inizio carriera
Nato l'8 ottobre 1941, Jesse Louis Burns (Burns è il cognome della madre) cresce a Greenville nella Carolina del Sud in una tipica famiglia del ceto medio statunitense. Il padre naturale, Noah Robinson, fu uno dei primi uomini d'affari afro-americani di successo; non riconobbe il figlio in quanto sposato ad un'altra donna. Più tardi, la madre di Jackson sposò Charles Henry Jackson, che adottò formalmente il piccolo Jesse nel 1954
Al liceo Jackson giocò a football americano e coltivò questa passione durante la frequenza di entrambe le università cui è stato iscritto. Il 31 dicembre 1962, a ventun'anni, sposò Jacqueline Lavinia Brown.
Frequentò il campus University of Illinois at Urbana-Champaign (UIUC) e si laureò alla North Carolina A&T University. Jackson ha poi intrapreso gli studi di teologia presso il Chicago Theological Seminary: non ha mai completato gli studi di teologia, ma nel 2000, grazie alle sue esperienze di vita, venne riconosciuto come esperto in tale materia.

### Vita privata
Nel 1962 Jackson sposò Jacqueline Lavinia Brown, con la quale ebbe cinque figli, fra cui Jesse Jackson, Jr., eletto deputato alla Camera dei Rappresentanti nel 1995.
Nel 2001 si scoprì che Jackson due anni prima aveva avuto un'altra figlia da una relazione extraconiugale con la collaboratrice Karin Stanford.
Jackson è massone, membro della Loggia Harmony No. 88 di Chicago.
Nel novembre 2017 ha dichiarato di essere affetto dalla malattia di Parkinson, come già suo padre prima di lui.

## Leader dei diritti civili

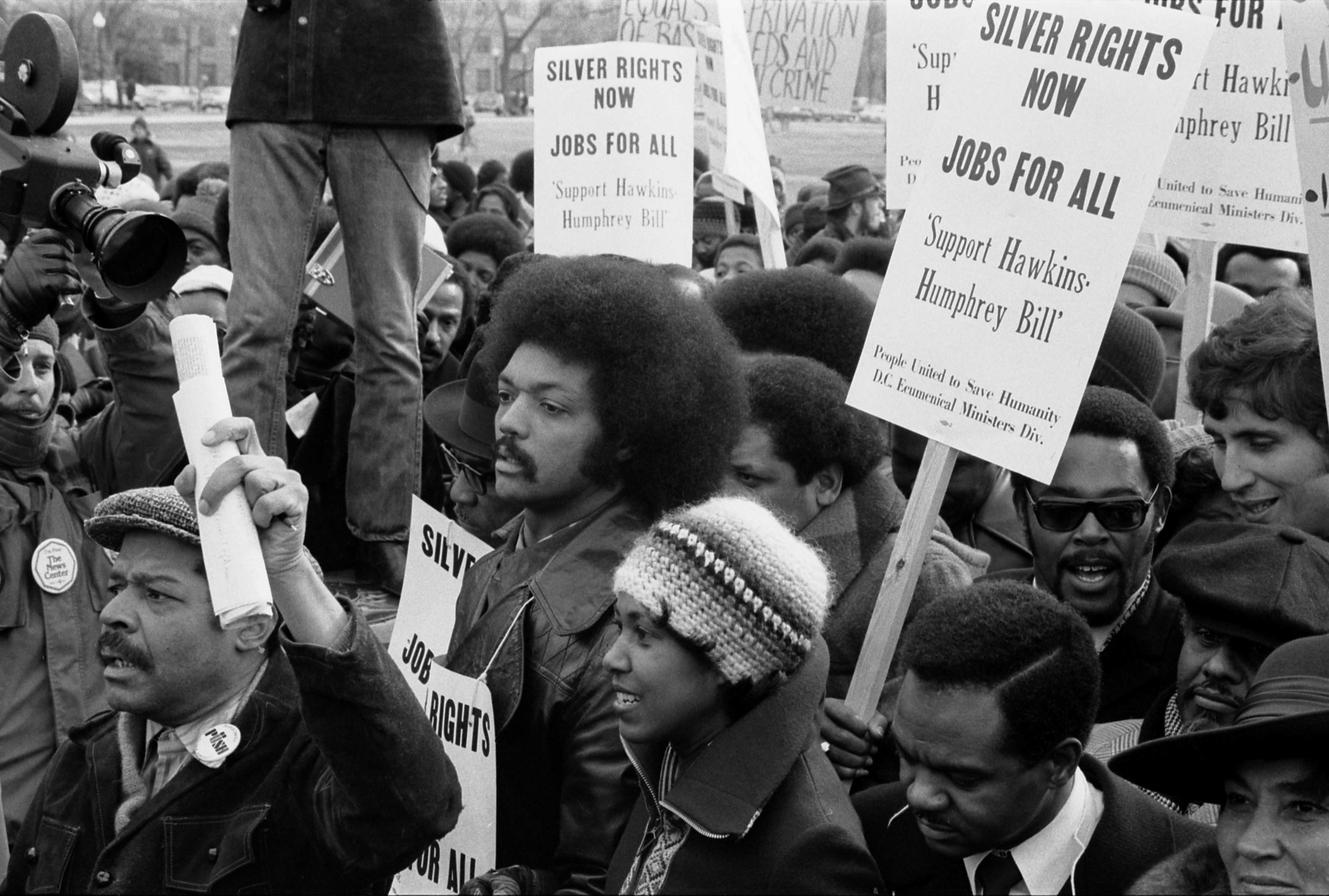
Jackson circondato dai manifestanti nel gennaio del 1975.

Nel 1965 Jesse Jackson entra a far parte del movimento Southern Christian Leadership Conference (SCLC) di Martin Luther King a Selma, in Alabama. La collaborazione e l'intesa con King è tale che quest'ultimo decide nel 1966 di affidare a Jackson la direzione organizzativa per l'SCLC di Chicago, e l'anno successivo lo promuove direttore nazionale.
Jackson era molto ispirato nelle sue azioni da Martin Luther King ed era a Memphis quando quest'ultimo venne assassinato il 4 aprile 1968. I rapporti col successore di King all'SCLC, Ralph Abernathy, non furono gli stessi. Nel dicembre del 1971, Jackson e Abernathy ebbero duri scontri che spinsero Abernathy a sospendere Jackson dalle sue cariche per "incapacità amministrative e ripetute violazioni delle policy dell'organizzazione". Jackson cedette, chiamò a sé i suoi uomini più fidati e prima della fine dell'anno diede vita a People United to Save Humanity (meglio nota come Operation PUSH).
Nel 1984 Jackson organizzò la Rainbow Coalition, che poi si è unita, nel 1996, con Operation PUSH.

## Uomo di stato
Negli anni ottanta, raggiunge la grande notorietà imponendosi come leader degli afro-americani e come politico, nonché come famoso oratore per le questioni inerenti ai diritti civili.
- Nel 1983 Jackson intraprese un viaggio in Siria per occuparsi del rilascio di un pilota statunitense, Robert Goodman. Il pilota era impegnato in una missione in Libano e venne abbattuto e fatto prigioniero dal governo siriano. Dopo un drammatico appello di Jackson fatto all'allora presidente siriano Hafez al-Assad, Goodman venne rilasciato. Inizialmente, l'amministrazione Reagan era scettica riguardo al viaggio di Jackson in Siria, ma dopo il rilascio dell'ostaggio il presidente Ronald Reagan accolse Jackson e Goodman alla Casa Bianca il 4 gennaio del 1984.
- Nel giugno 1984, su invito di Fidel Castro, andò a Cuba per negoziare il rilascio di ventidue cittadini statunitensi.
- Nel 1997 Jackson volò in Kenya per incontrare l'allora presidente Daniel Arap Moi, come inviato speciale del presidente Bill Clinton per promuovere la democrazia attraverso elezioni libere.
- Nell'aprile del 1999, durante il conflitto in Kosovo, Jackson intraprese un viaggio a Belgrado per negoziare il rilascio di tre soldati statunitensi catturati al confine con l'allora ex Repubblica Jugoslava di Macedonia durante un'azione di pattugliamento per conto dell'ONU. Ebbe un incontro con il presidente Slobodan Milošević, che in seguito consentì al rilascio dei tre uomini.
- Il 15 febbraio 2003 Jackson tenne un comizio davanti a più di un milione di persone ad Hyde Park, nel cuore di Londra, al culmine delle manifestazioni pacifiste contro l'imminente invasione dell'Iraq da parte di Stati Uniti e Regno Unito.
- Nel novembre 2004 Jackson fece visita alle personalità politiche e della società civile in Irlanda del Nord, nel tentativo di incoraggiare e far ripartire il processo di pace.
- Nell'agosto 2005 Jackson raggiunse il Venezuela per incontrare il presidente Hugo Chávez; dopo l'incontro con Chávez e il parlamento venezuelano, Jackson affermò che non c'erano prove che il Venezuela fosse una minaccia per gli Stati Uniti. Nel suo viaggio Jackson incontrò rappresentanti delle comunità afro-venezuelane e indigene.

### Aborto
Anche se Jackson è uno dei membri più liberali del Partito Democratico, le sue vedute sull'aborto sono più in linea con le posizioni pro-life.

## Candidato per le presidenziali
Nel 1984 Jackson divenne il secondo afro-americano (dopo Shirley Chisholm) ad organizzare una campagna nazionale per candidarsi a presidente degli Stati Uniti, correndo per i democratici. Le primarie della base del partito furono un successo, ottenne il 21% del voto popolare, ma solo l'8% dei delegati; la candidatura andò a Walter Mondale.
Quattro anni dopo, nel 1988, Jackson si propose di nuovo come candidato alle primarie per il Partito Democratico. Questa volta, visto il precedente successo popolare, venne considerato un candidato forte e credibile; grazie a maggiori finanziamenti e ad una migliore organizzazione, raccolse più del doppio dei voti popolari rispetto a quattro anni prima, vincendo le primarie in undici Stati, surclassando gli altri candidati sia per voti popolari che per numero di delegati. L'altro candidato forte dei democratici era Michael Dukakis, che riuscì ad aggiudicarsi gli Stati più popolati e con più votanti bianchi. Sfruttando forse anche l'effetto Bradley, Dukakis divenne così il candidato dei democratici alle elezioni del 1988. Jackson tornò ad occuparsi di diritti civili.

## Riconoscimenti
Gli viene assegnato il premio Colombe d'Oro per la Pace dell'Archivio Disarmo di Roma nel 1999, con la seguente motivazione: "L'Archivio Disarmo assegna il premio internazionale al reverendo Jesse Jackson, esponente di primo piano della comunità afro-americana degli Stati Uniti, che sulle orme di Martin Luther King Jr., ha saputo rinnovare l’impegno in difesa dei diritti civili integrandolo con un’impegnativa battaglia in favore della pace e per lo sviluppo di relazioni d’amicizia fra tutti i popoli del mondo.